# Thổ nhưỡng học
Thổ nhưỡng học là ngành khoa học nghiên cứu về đất trong môi trường tự nhiên của chúng. Đây là một trong hai nhánh chính của khoa học đất, nhánh còn lại là sinh học thổ nhưỡng. Thổ nhưỡng học nghiên cứu về quá trình hình thành đất, hình dạng đất/kết cấu đất và phân loại đất, trong khi ngành sinh học thổ nhưỡng nghiên cứu về cách mà đất ảnh hưởng đến thực vật, nấm và các dạng sinh vật sống khác.

## Tổng quan
Đất không chỉ hỗ trợ cho sự sống của thực vật mà còn là một đới (thổ quyển) có nhiều mối tương tác giữa khí hậu (nước, không khí, nhiệt độ), sinh vật sống trong đất (vi sinh vật, thực vật, động vật) và các chất thải của nó, vật liệu khoáng của các đá ban đầu và đá hình thành sau đó, và vị trí của chúng trong cảnh quan. Trong quá trình hình thành và phát sinh, phẫu diện đất phát triển chậm theo chiều sâu và phát triển thành các lớp đặc trưng, là các 'tầng', cho tới khi đạt đến trạng thái cân bằng ổn định.

## Các nhà thổ nhưỡng học nổi tiếng
- Olivier de Serres
- Vasily V. Dokuchaev
- Willie G. Harris, Đại học Florida
- Eugene W. Hilgard
- Hans Jenny
- Curtis F. Marbut